# 정탁 초상
정탁 초상(鄭琢 肖像)은 경상북도 안동시 퇴계로 19, 한국국학진흥원에 있는 조선시대의 초상화이다. 1968년 12월 19일 대한민국의 보물 제487호로 지정되었다.

## 개요
정탁초상(鄭琢肖像)은 조선 중기의 문신인 약포 정탁 선생의 초상화로, 크기는 가로 89cm, 세로 167cm이다. 정탁(1526∼1605) 선생은 이황의 제자로, 명종 13년(1558) 과거에 급제하여『명종실록』편찬에 참여하였다.
선조 37년(1604)에 그려진 이 초상화는 직무를 볼 때 쓰는 관모와 가슴에 2마리 학이 수놓인 흉배가 있는 자주색 비단 관복을 입고 오른쪽을 바라보며 앉아 있는 전신상이다. 흰 수염은 선명하며 얼굴은 연홍색으로 가는 선을 이용하여 윤곽을 표현하였다. 관복의 구름무늬는 어두운 색으로 채색하였고 옷의 구겨짐을 사실적으로 묘사하지 않고 관념적으로 표현했는데, 이러한 표현은 이 시대 다른 초상화에서도 조금씩 보이고 있다. 바닥도 채색되어 안정감이 있는 이 초상화는 조선시대의 전형적인 공신 초상화이다.

## 같이 보기
- 정탁

## 참고 자료
- 정탁 초상 - 국가유산청 국가유산포털